# Obenheim
Obenheim é uma comuna francesa na região administrativa de Grande Leste, no departamento Baixo Reno. Estende-se por uma área de 7,99 km². Em 2010 a comuna tinha 1 360 habitantes (densidade: 170,2 hab./km²).